# Double accent grave
Le double accent grave est un diacritique de l'alphabet latin, notamment employé pour noter des tonèmes.

## Utilisation

### Grec ancien
En grec ancien, le double accent grave est utilisé par certains auteurs ou scribes pour indiquer la voyelle avec un ton ordinaire et l’accent tonique, par exemple ‹ με̏ν ›, ‹ δε̏ ›,  ‹ ἀ̏ν ›, ‹ μη̏ ›, ‹ ναι̏ › pour les particules  ‹ μέν ›, ‹ δέ ›, ‹ ἄν ›, ‹ μή ›, ‹ ναί ›.
Le double accent n’est généralement pas positionner au-dessus de la voyelle mais au-dessus de la première moitié de la consonne ou de l’espace qui suit cette voyelle.

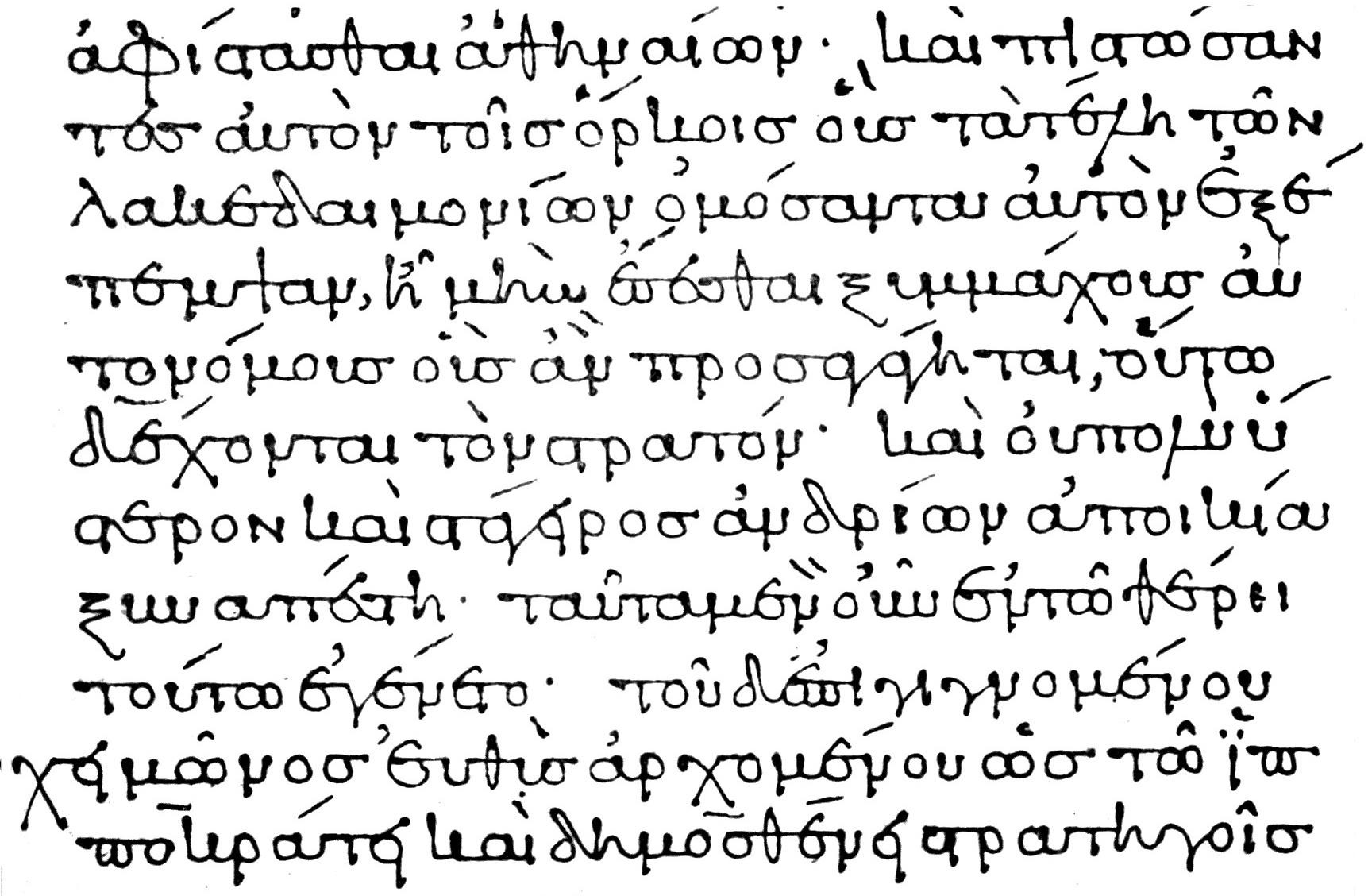
Fragment de manuscripts du Xe siècle d’un texte de Thucydide avec ‹ ἀ̏ν › et ‹ με̏ν › (5e et 8e lignes).

### Notation de tonèmes slaves du sud
Le double accent grave est utilisé dans l’écriture du dan de l’Est, dans l’orthographe de 2014, pour indiquer le ton infra-bas sur la voyelle d’une syllabe.
Le double accent grave permet de noter le ton descendant bref que l'on rencontre notamment en croate. Les tonèmes du croate ou du slovène n'étant pas habituellement notés, cette pratique concerne surtout des ouvrages de grammaire et des dictionnaires.
Le même diacritique est utilisé en alphabet cyrillique pour la langue serbe, dans des conditions analogues et avec la même signification.

### Alphabet phonétique international
Dans l'alphabet phonétique international, le double accent grave marque un tonème de registre très bas. On le place sur n'importe quel symbole vocalique ou consonantique vocalisé.